# Zeina Abirached

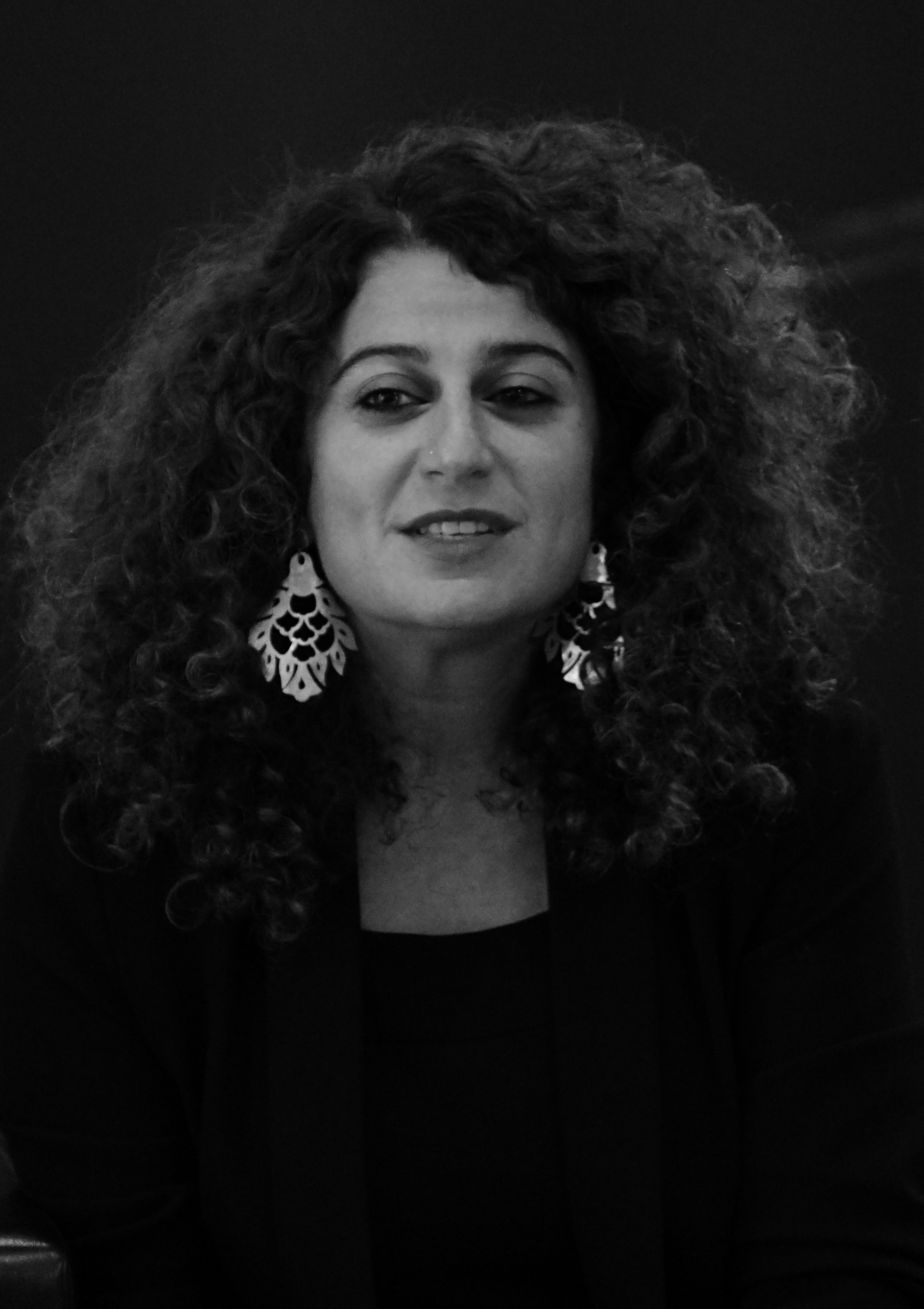
Abirached em 2019.

Zeina Abirached (Beirute, 1981) é uma ilustradora, escritora e artista de histórias em quadrinho libanesa. Ela estudou na Academia Libanesa de Belas Artes e na Escola Nacional de Artes Decorativas, em Paris. Suas obras têm caráter autobiográfico, tratatando da infância da autora durante a Guerra Civil Libanesa.